# Делон, Анушка
Анушка Дело́н (фр. Anouchka Delon; род. 25 ноября 1990, Жьян) — французская актриса кино, театра и телевидения.

## Биография

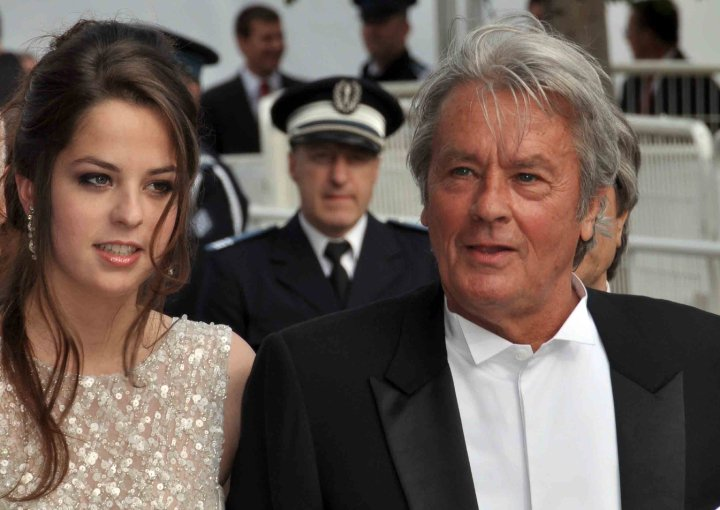
С отцом в Каннах (2010)

Родилась в семье французского актёра Алена Делона (1935—2024) и нидерландской модели Розали ван Бремен.
У Анушки есть младший брат Ален-Фабьен Делон и два старших брата от других связей отца. Анушка — тётя супермодели Элисон Ле Борж. У неё глаза разного цвета — карий и синий.
В 12 лет она дебютировала на экране с отцом в телевизионном фильме «Лев», адаптированной экранизации романа Жозефа Кесселя. С 2007 по 2010 год Анушка Делон обучалась в Cours Simon в Париже. С 2011 года выступала со своим отцом на сцене Театр Буфф-Паризьен.
В 2015 году была участником игрового шоу «Форт Боярд».

## Личная жизнь
В 2020 году у Делон и её партнёра, актёра Жюльена Дерейма, родился сын Лино.

## Театральные работы
- «Обычный день» (2011), режиссёр Жан-Люк Моро
- «Обычный день» (2014 / 15), режиссёр Анн Буржо
- «Замороженный» (2015), режиссёр Стив Суисса
- «Бабочки свободны» (2016), режиссёр Жан-Люк Моро[7]

## Фильмография
- «Лев» (телефильм, 2003) — Патрисия Буллит
- «Интимная жизнь во время оккупации» (телефильм, 2011) — рассказчик
- «Любовь во время оккупации» (2011) — рассказчик
- «Кафе моей памяти» (2020) — Мария
- «Саша» (телесериал, 2021) — официантка